# U-Roy
U-Roy, OD (* 21. September 1942 in Jones Town, Saint Andrew Parish, als Ewart Beckford; † 17. Februar 2021 in Kingston) war ein jamaikanischer Reggae-Musiker. Er war auch bekannt als The Originator, Father of Deejaying oder Hugh Roy.

## Werdegang
Seine Karriere startete U-Roy 1961 als Deejay bei den Soundsystems Doctor Dickies, Sir George the Atomic und Home Town Hi-fi von King Tubby. Als King Tubby ab 1967 mit Dub bzw. Dubplates zu experimentieren begann (d. h. Songs, bei denen die ursprüngliche Gesangsspur entfernt wurde), war U-Roy als dessen prominentester DJ und Sänger (siehe auch Toasting) bei der Erfindung des Dub-Reggae beteiligt. Dieser neue Stil wurde außerordentlich beliebt und entwickelte sich zu einer der bedeutenden Stilrichtungen des Reggae. U-Roy wurde eine jamaikanische Berühmtheit.
Die ersten eigenen Aufnahmen von U-Roy, Earth’s Rightful Ruler und OK Corral, wurden von Lee „Scratch“ Perry produziert. Danach nahm er Dynamic Fashion Way mit Keith Hudson auf. Er arbeitete mit fast allen anderen Produzenten der Insel zusammen, wie Peter Tosh, Bunny Lee, Phil Pratt, Sonia Pottinger, Rupie Edwards, Alvin Ranglin und Lloyd Daley.
Sein Ruhm wuchs weiter, als U-Roy 1970 mit Wake the Town seinen ersten eigenen, großen Hit landete, schnell gefolgt von Rule the Nation und Wear You to the Ball, die alle von Duke Reid für Treasure Isle produziert wurden. U-Roy wurde zu einem der größten Stars der 1970er Jahre in Jamaika und erlangte auch große Bekanntheit in Großbritannien, wo er seinen ersten Auftritt 1976 hatte.
In den 1980er Jahren trat eine gewisse Ruhe ein, jedoch gelang ihm 1991 in London mit einem Konzert im Hammersmith Odeon das Comeback und er erlangte wieder die seitdem anhaltende Bedeutung.
Aus gesundheitlichen Gründen – er litt unter anderem an Diabetes und Nierenproblemen – wurde U-Roy in einem Krankenhaus in Kingston behandelt und operiert; er verstarb dort am 17. Februar 2021.

## Diskografie (Auswahl)
- Version Galore (1971, Treasure Isle)
- U-Roy (1974)
- Dread in a Babylon (1975)
- Natty Rebel (Virgin) (1976)
- Dreadlocks in Jamaica (1977)
- Jah Son of Africa (1977)
- Rasta Ambassador (1977)
- With Words of Wisdom (1979)
- Crucial Cuts (1983)
- Line Up and Come (1987)
- Music Addict (1987)
- With a Flick of My Musical Wrist (1988)
- Version of Wisdom (1990)
- Natty Rebel (Caroline) (1991)
- True Born African (1991)
- The Teacher Meets the Student (1992)
- Rock With I (1992)
- Smile a While (1993)
- Original DJ (1995)
- Babylon Kingdom Must Fall (1997)
- U Roy Live (1998)
- Serious Matter (2000)
- The Lost Album (2000)
- Now (2001)
- Rightfull Ruler (2002)
- Rebel in Styylle (2003)